# Гражданское движение за демократию и развитие (Того)
Гражданское движение за демократию и развитие (фр. Mouvement Citoyen pour la Démocratie et le Développement, MCD) — политическая партия Того, основана в 2007 году.

## История
Партия была создана 2 февраля 2007 года. Она участвовала в парламентских выборах того же года и получила 0,6 % голосов, но ни одного места Национального собрания.
Перед парламентскими выборами 2013 года партия вошла в коалицию «Радужный альянс», который в результате получил 6 мест в Национальном собрании.

## Участие в выборах

### Парламентские выборы
| Год  | Голоса                       | Голоса | Голоса   | Места      | Места |
| Год  | Количество                   | %      | ±        | Количество | ±     |
| ---- | ---------------------------- | ------ | -------- | ---------- | ----- |
| 2007 | 12 741                       | 0,56 % |          | 0 из 81    | ▬     |
| 2013 | 204 143 в «Радужном альянсе» | 10,8 % | +10,24 % | 6 из 91    | 6 ▲   |